# Kanton Jaunay-Marigny
Jaunay-Marigny ( tot 2020 Kanton Jaunay-Clan) is een kanton van het Franse departement Vienne. Het kanton maakt deel uit van de arrondissementen Poitiers (5) en Châtellerault (1). In 2020 telde het 25.693 inwoners.

Het kanton werd gevormd ingevolge het decreet van 26 februari 2014 met uitwerking op 22 maart 2015.

De hoofdplaats Jaunay-Clan wijzigde op 1 januari 2017 in Jaunay-Marigny als gevolg van de vorming van een commune nouvelle. Op 5 maart 2020 werd de naam van het kanton aangepast aan deze wijziging.

## Gemeenten
Het kanton omvatte 8 gemeenten bij zijn oprichting.
Op 1 januari 2017 werden de gemeenten Beaumont en Saint-Cyr samengevoegd tot de fusiegemeente (commune nouvelle)  Beaumont Saint-Cyr.

 Op 1 januari 2017 werden de gemeenten Jaunay-Clan en Marigny-Brizay samengevoegd tot de fusiegemeente (commune nouvelle) Jaunay-Marigny.

Op 1 januari 2017 werden de gemeenten Blaslay, Charrais, Cheneché, en Vendeuvre-du-Poitou samengevoegd tot de fusiegemeente (commune nouvelle)  Saint-Martin-la-Pallu. Op 1 januari 2019 werd daar nog de gemeente Varennes aan toegevoegd. Het decreet van 5 maart 2020 draagt de deelgemeenten Blaslay, Charrais, Cheneché en Varennes over naar het kanton Jaunay-Marigny waar Vendeuvre-du-Poitou al toe behoorde.
Sindsdien omvat het kanton volgende 6 gemeenten: 
- Beaumont Saint-Cyr
- Chabournay
- Dissay
- Jaunay-Marigny
- Saint-Georges-lès-Baillargeaux
- Vendeuvre-du-Poitou